# Sulawesiörn
Sulawesiörn (Nisaetus lanceolatus) är en fågel i familjen hökar inom ordningen hökfåglar.

## Utseende och läte
Sulawesiörnen är en medelstor örn, med kroppslängden 56–64 cm och vingspannet 110–135 cm. Den har rätt korta och breda, rundade vingar och olikt flera av sina släktingar saknar den huvudtofs. Adulta fåglar har mörkbrunt huvud, vit strupe med ett centralt strupstreck, kraftigt streckat rostfärgad bröst, tätt tvärbandad buk och befjädrade "lår". I flykten syns tvärbandad kropp och framsida av vingen är tvärbandad, mer sparsamt på vingens yttre del och jämnt tvärbandad stjärt. Ungfågeln har vitt på huvud och undersida, mörkbrunt på ovansidan och smalare tvärband på stjärten. Jämfört med sympatriska sulawesibivråken är en kraftigare, med större huvud och näbb. Stjärtbanden är också jämnare. Ungfågeln liknar rödbukig örn, men saknar mörka flanker och mörk mask över ögat. Lätet är ett ljudligt "ke-ke-ke-ke...".

## Utbredning och systematik
Fågeln häckar i skogar på Sulawesi, Banggai och Sula i Indonesien. Den behandlas som monotypisk, det vill säga att den inte delas in i några underarter.

### Släktestillhörighet
Örnarna i Nisaetus inkluderades tidigare i Spizaetus, men studier visar att de inte är varandras närmaste släktingar.

## Levnadssätt
Sulawesiörnen hittas i högvuxen skog i både låglänta områden och bergstrakter. 

## Status
Sulawesiörnen är en fåtalig art med ett uppskattat bestånd på endast mellan 1 000 och 10 000 individer. Den tros också minska i antal. Trots det anses den inte vara hotad. Internationella naturvårdsunionen IUCN kategoriserar arten som livskraftig.